# Angelo Peruzzi
Angelo Peruzzi (Viterbo, 16 de Fevereiro de 1970) é um ex-jogador de futebol italiano, jogava como goleiro. Foi segundo goleiro da campeã Italia na Copa do Mundo de 2006. Se retirou do futebol em agosto de 2007 depois do clássico contra a A.S. Roma.

## Títulos

### Clubes
Juventus
- Serie A: 1994–95, 1996–97, 1997–98
- Coppa Italia: 1994–95
- Supercoppa Italiana: 1995, 1997
- UEFA Champions League: 1995–96
- UEFA Cup: 1992–93
- UEFA Super Cup: 1996
- Intercontinental Cup: 1996

Lazio
- Coppa Italia: 2003-04
- Supercoppa Italiana: 2000

### Internacional
Itália
- Copa do Mundo FIFA: 2006

### Individual
- Guerin d'Oro: 1997
- ESM Team of the Year: 1996–97, 1997–98[carece de fontes?]
- Serie A Goalkeeper of the Year: 1997, 1998, 2007

### Orders
-  4th Class / Officer: Ufficiale Ordine al Merito della Repubblica Italiana: 2006

-  CONI: Golden Collar of Sports Merit: 2006